# Beuzeville
Beuzeville è un comune francese di 4 108 abitanti situato nel dipartimento dell'Eure nella regione della Normandia.

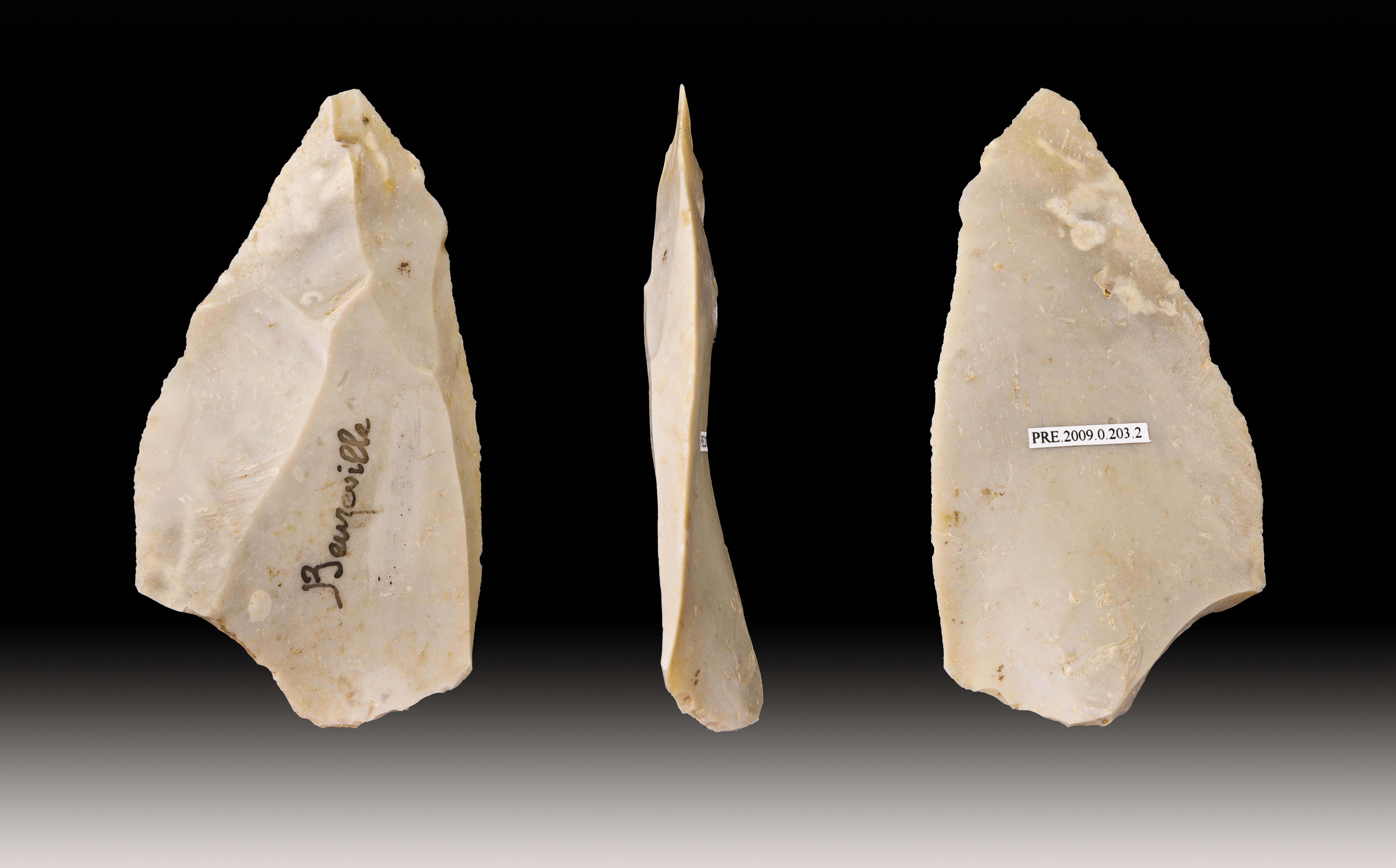
Punta Levallois - Beuzeville

## Società

### Evoluzione demografica
Abitanti censiti